# Hypanus
Hypanus is een geslacht uit de familie van pijlstaartroggen (Dasyatidae), orde Myliobatiformes.

## Soortenlijst
- Hypanus americanus (Hildebrand & Schroeder, 1928) – Amerikaanse pijlstaartrog
- Hypanus berthalutzae (Petean, Naylor & Lima, 2020)[1]
- Hypanus dipterurus (Jordan & Gilbert, 1880)
- Hypanus guttatus (Bloch & Schneider, 1801) – Langsnuitpijlstaartrog
- Hypanus longus (Garman, 1880)
- Hypanus marianae (Gomes, Rosa & Gadig, 2000)
- Hypanus rudis (Günther, 1870)
- Hypanus sabinus (Lesueur, 1824) – Atlantische pijlstaartrog.
- Hypanus say (Lesueur, 1817)